# Under the Black Wings of Emperor
Under the Black Wings of Emperor – demo polskiej grupy muzycznej Profanum, wydawnictwo ukazało się w 1994 roku nakładem zespołu.

## Lista utworów
1. The Ultimate Blasphemy - 04:06
2. Let Jesus Fuck - 04:36
3. Into the Beginning of Eternal Wisdom - 03:39
4. Darklord - 03:48
5. Unspoken Name of God - 04:34